# Øvre Pasvik landskapsvernområde

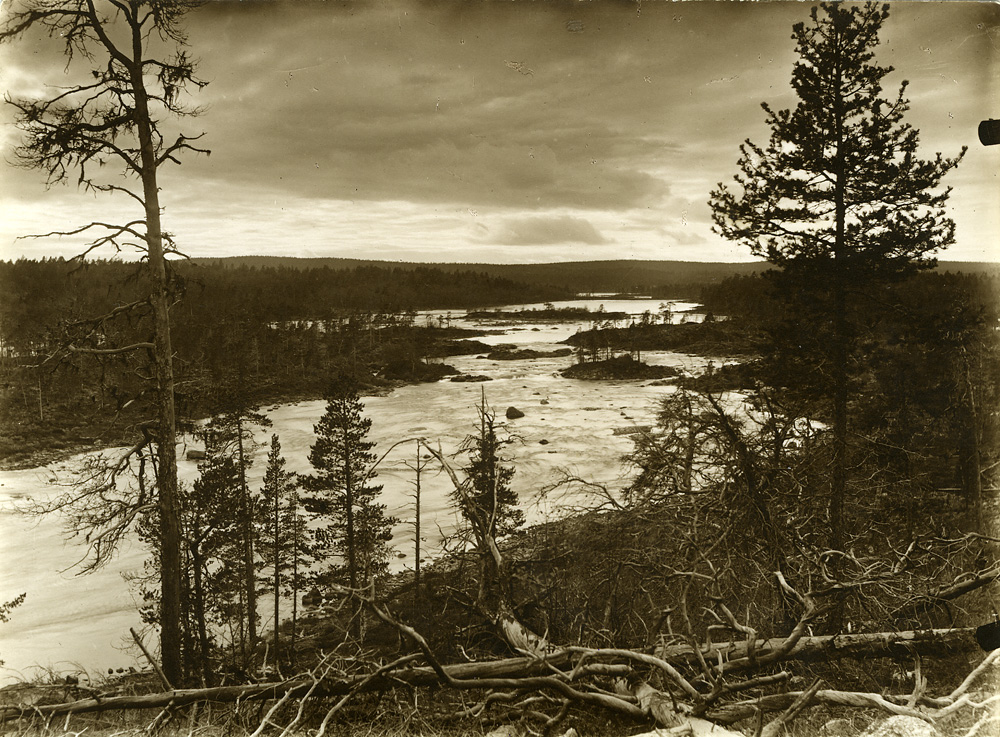
Grensefoss, nu utbyggd genom Rajakoski, omkring 1900. Foto: Ellisif Wessel

Øvre Pasvik landskapsvernområde (nordsamiska: Báhčaveaji suodjemeahcci) bildades 2003 i Pasvikdalen i Finnmark i Norge, samtidigt som den angränsande Øvre Pasvik nationalpark utvidgades från 67 till 119 kvadratkilometer.
Øvre Pasvik landskapsvernområde är 54 kvadratkilometer stort. Det sträcker sig österut från nationalparken mot Pasvikälven, som på denna sträcka flyter långsamt och har grunda och näringsrika områden. Området består av myrar av olika typer och våtmarker med skogsholmar. Området har ett rikt fågelliv. 
Syftet med naturskyddet är att bevara ett rikt våtmarksområde, som är en del av en nordvästlig utlöpare av den sibiriska taigan.
Inom området finns en vandringsled från Grensefoss till Treriksröset. Det finns också grusvägar, fritidsstugor, militära byggnader och renstängsel, samt dammar med vattenkraftverk vid Grensefoss och Hestefoss.
Øvre Pasvik landskapsvernområde bildar tillsammans med Øvre Pasvik nationalpark och Pasvik naturreservat i Norge, Vätsäri ödemarksområde i Finland och Pasvik Zapovednik i Ryssland Pasvik–Enare trilaterala naturskyddsområde, som är ett sammanhängande område med omfattande naturskydd i de tre länderna.